# 八尾坂修
八尾坂 修（やおさか おさむ、1951年1月29日-　）は、日本の教育学者。専門は、教育行政・教育経営。開智国際大学教育学部教授、玉川大学教師教育リサーチセンター客員教授、九州大学名誉教授、放送大学客員教授。
　　　

## 来歴・人物
山形県酒田市生まれ。中央大学法学部法律学科卒業。青山学院大学大学院法学研究科修了後、高校教員を経て横浜国立大学大学院教育学研究科を中退して、1982年1月国立教育研究所指導普及研究員（文部教官）。研究所員としてハーバード大学に留学し、同大学教育学大学院行政・計画・社会政策研究科修士課程修了。1991年7月同教育経営研究部主任研究官、1993年奈良教育大学教育学部助教授、1998年教授、2001年「アメリカ合衆国教員免許制度の研究－教育史的考察」で九州大学教育学博士。2003年九州大学人間環境学研究院教授、放送大学客員教授。福岡市教育委員会委員長。2016年3月、九州大学退職、同大名誉教授。
2022年現在は、開智国際大学教育学部教授。

## 著書
- 『アメリカ合衆国教員免許制度の研究』風間書房 1998
- 『明日をひらく30人学級』かもがわブックレット 1999
- 『現代の教育改革と学校の自己評価』ぎょうせい 2001
- 『学校改善マネジメントと教師の力量形成』第一法規 2004
- 『教職大学院 スクールリーダーをめざす』協同出版 教職課程新書 2006
- 『学校改革の課題とリーダーの挑戦』ぎょうせい 2008
- 『教員免許更新制度』明治図書出版 2008
- 『学校開発と人』シアーズ出版　2015

### 共編著
- 『教育データブック 教育の全体像が見えてくる 2000-2001』清水一彦,赤尾勝己,新井浅浩,伊藤稔,佐藤晴雄,藤田晃之共著 時事通信社 2000
- 『期待される学校評価能力 学校の自己点検・評価のために』編 教育開発研究所 教職研修総合特集 学校管理職スキルアップ講座 2002
- 『学校の自己点検・評価事例集』編 教育開発研究所 教職研修総合特集 新教育課程先進事例集 2000
- 『教員をめざす人の本』監修 成美堂出版 2003
- 『教員人事評価と職能開発 日本と諸外国の研究』編著 風間書房 2005
- 『教職員の不祥事を防止する学校マネジメント』編 教育開発研究所 教職研修総合特集 読本シリーズ 2005
- 『初任者研修マニュアル 企画・立案・運営に役立つ』高倉翔共編著 ぎょうせい 2005
- 『新たな教員評価の導入と展開』編 教育開発研究所 教職研修総合特集 読本シリーズ 2006
- 『子どもの人間力を育てる学校改善マネジメント その方策と実践』編 教育開発研究所 教職研修総合特集 読本シリーズ 2006
- 『これからの学校と"評価力"の向上 学校管理職・教職員の評価力を身につける』編 教育開発研究所 教職研修総合特集 わが校の「教育力」向上戦略 2006
- 『指導教員のための初任者研修の進め方』編 教育開発研究所 教職研修総合特集 読本シリーズ 2006
- 『信頼を創造する公立学校の挑戦 壱岐丘の風がどのように吹いたか』中留武昭監修 増田健太郎,伊藤文一共編著 ぎょうせい 2007
- 『主幹教諭 その機能・役割と学校の組織運営体制の改善』編 教育開発研究所 教職研修総合特集　2008
- 『校長・教頭のリーダーシップとマネジメント術 社会の変化に対応した校長・副校長・教頭の学校経営術』編集 教育開発研究所 2015

### 翻訳
- T.E.デール, K.D.ピターソン『学校文化を創るスクールリーダー 学校改善をめざして』中留武昭,加治佐哲也共訳 風間書房 2002
- エリザベス・A・シティ、 リチャード・F・エルモア『教育における指導ラウンド』監訳、風間書房　2015

## 論文
- Cinii